# Кулик, Зофья
Зофья Кулик (пол. Zofia Kulik, род. 14 сентября 1947, Вроцлав) — польская художница.

## Биография
Училась в Академии изобразительного искусства в Варшаве (1965—1971). До 1988 работала и выставлялась вместе с художником Пшемыславом Квеком, развивая идеи соц-арта. С 1980-х годов экспериментирует в области фотоколлажа.

## Выставки
Её персональные выставки были представлены в Варшаве (1989, 2004), Нью-Йорке (1990, 1995), Вене (1993), в Париже (2000), на Венецианской биеннале (1997), в Бохуме и Ростоке (2005), Берлине (2007, 2008) и др.